# Слобідка-Чернелівська
Слобідка-Чернелівська — село в Україні, у Заслучненській сільській громаді Хмельницького району Хмельницької області. Населення становить 85 осіб.

## Історія
У 1906 році село Чернелевецької волості Старокостянтинівського повіту Волинської губернії. Відстань від повітового міста 34 верст, від волості 3. Дворів 36, мешканців 322.